# San Antonio (manzana)
San Antonio es el nombre de una variedad cultivar de manzano (Malus domestica). Esta manzana es originaria de Galicia, está cultivada en la colección de árboles frutales y banco de germoplasma de Mabegondo con el Nº 284; ejemplares procedentes de esquejes localizados en Salceda de Caselas, municipio de la Comarca de Vigo (Pontevedra).

## Sinónimos
- "Manzana San Antonio",[4][5]
- "Maceira San Antonio".

## Características
El manzano de la variedad 'San Antonio' tiene un vigor vigoroso. Tamaño grande y porte erguido.
Época de inicio de brotación a partir del 1 de abril y de floración a partir del 24 de abril.
Las hojas tienen una longitud del limbo de tamaño medio, con la máxima anchura del limbo es media. Longitud de las estípulas es corta y la máxima anchura de las estípulas es estrecha. Denticulación del borde del limbo es serrado, con la forma del ápice del limbo cuspidado y la forma de la base del limbo es obtuso. Con subestípulas ausentes.
Sus flores tienen una longitud de los pétalos larga, con una anchura de los pétalos media, disposición de los pétalos superpuestos entre sí, con una longitud del pedúnculo largo.
La variedad de manzana 'San Antonio' tiene un fruto de tamaño pequeño, de forma plana-globosa, de color amarillo, sin chapa. Epidermis de textura suave, sin pruina en su superficie y con presencia de cera nula. Sensibilidad al "russeting" (pardeamiento áspero superficial que presentan algunas variedades) muy poco sensible. Con lenticelas de tamaño mediano.
Los sépalos están dispuestos de forma variable, y variable en su base; su fosa calicina es profunda y de una anchura media. Pedúnculo de grosor medio y de longitud medio, siendo la cavidad peduncular de una profundidad media y de anchura ancha. Con pulpa de color blanca, cuya firmeza es intermedia y su textura es intermedia; su jugosidad es intermedia, con sabor de acidez media, y poco aromática, anisado.
Época de maduración y recolección a partir del 30 de julio. 'San Antonio' es una manzana que su destino es la conservación de esta variedad en el banco de germoplasma de Mabegondo como reserva genética.

## Susceptibilidades
- Oidio: ataque medio
- Moteado: no presenta
- Raíces aéreas: no presenta
- Momificado: no presenta
- Pulgón lanígero: ataque débil
- Pulgón verde: ataque medio
- Araña roja: no presenta
- Chancro del manzano: no presenta.[3]